# Pavel V.
Pavel V., vlastním jménem Camillo Borghese (17. září 1552 – 28. ledna 1621) byl papežem v letech 1605–1621.

## Život
Papežem byl zvolen 16. května 1605 ve věku 52 let a jeho pontifikát trval 15 let, 8 měsíců, 12 dní.
Pavel po svém zvolení upadl do vážných sporů s řadou italských městských států kvůli církevní autoritě. Benátky se pokusily postavit dva kněze před světský a nikoli před církevní soud a papež Pavel vyhlásil nad městem interdikt (1606). Benátky trvaly na tom, že to legální cestou udělat nemůže, a vykázaly každého, kdo papežův výnos zachovával. Následovala válka pamfletů a pohromu odvrátil pouze zásah Francie. Tato epizoda zle pošramotila papežovu pověst, Pavel se však obezřetnosti nenaučil. Byl to poslední případ vyhlášení papežského interdiktu nad samostatným státem.
V roce 1613 papež odsoudil požadavek Francie řídit církev na francouzském území (požadavek známý jako galikanismus). V roce 1614 se mu dostalo odezvy deklarací, že francouzský král má svou korunu od Boha a že ve Francii tridentské dekrety vyhlášeny nebudou. Deklaraci nakonec poněkud pozměnili francouzští duchovní, kteří se zavázali, že je uveřejní prostřednictvím koncilů na venkově.
To vše církev trochu oslabilo, ale na druhou stranu je třeba si povšimnout, že Pavel prospěl Římu opravou akvaduktu císaře Traiana, který byl poté přejmenován na „Acqua Paola“, také dokončením hlavní lodi, průčelí a krytého sloupořadí baziliky sv. Petra.
Rovněž kanonizoval r. 1606 Řehoře VII. a r. 1610 Karla Boromejského, blahořečil Ignáce z Loyoly, Františka Xaverského, Filipa Neriho a Terezu z Ávily. Roku 1607 schválil založení Řádu Panny Marie Karmelské.
Zemřel 28. ledna 1621 na mozkovou mrtvici.